# Franziska Liebhardt
Franziska Liebhardt, née le 5 janvier 1982 à Berlin, est une athlète handisport allemande. Elle se spécialise dans le lancer du poids mais participe également aux épreuves de saut en longueur dans la catégorie T/F37.

## Biographie
Franziska Liebhardt est une physiothérapeute spécialisée dans le domaine des neurosciences et de la pédiatrie sociale. En raison d'une grave maladie auto-immune, elle doit être transplantée du poumon en 2009 et du rein en 2012. Sa maladie entraîne également une paralysie, raison pour laquelle Franziska Liebhardt est classée dans la catégorie des sports pour handicapés. La maladie affecte nombre de ses organes.
En tant que personne en ayant reçu, Liebhardt est fortement impliqué dans le don d'organes. Elle est principalement active au sein de l'association « Sportler für Organspende » ainsi que pour le « Kinderhilfe Organtransplantation ».
Liebhardt est également active en tant que guide de sauvetage à la Croix-Rouge bavaroise à Würzburg.

## Carrière sportive
Franziska Liebhardt débute en 2014 au TSV Bayer 04 Leverkusen.
Aux championnats du monde handisport de 2015, Franziska Liebhardt gagne, après un duel passionnant avec la chinoise Mi Na, la médaille d'argent au lancer du poids avec un nouveau record européen de 13,39 m et rate de peu l'or. Elle remporte aussi la médaille d'argent au saut en longueur avec un saut à 4,57 m.
En mai 2016, Liebhardt bat le record du monde en lancer du poids de la chinoise Mi Na lors d'une compétition à Breda, aux Pays-Bas, avec un jey 13,82 m. Aux Championnats d'Europe 2016 à Grosseto en Italie, Liebhardt remporte la médaille d'or au lancer du poids avec 13,62 m et un nouveau record d'Allemagne en 4,73 m au saut en longueur.
Elle fait partie du "Top Team Rio 2016" de l'Association allemande du sport pour personnes handicapées (en) ainsi que de l'« Elite-Team NRW » du Sportstiftung NRW.
Aux Jeux Paralympiques de 2016 à Rio de Janeiro, Liebhardt rafle lors sur le lancer du poids F37 avec un nouveau record en 13,96 m, et est médaillée d'argent au saut en longueur F37 en 4,42 m.
Pour ces réalisations, elle reçoit le 1er novembre 216 la Silbernes Lorbeerblatt.